# 経口腸管洗浄剤

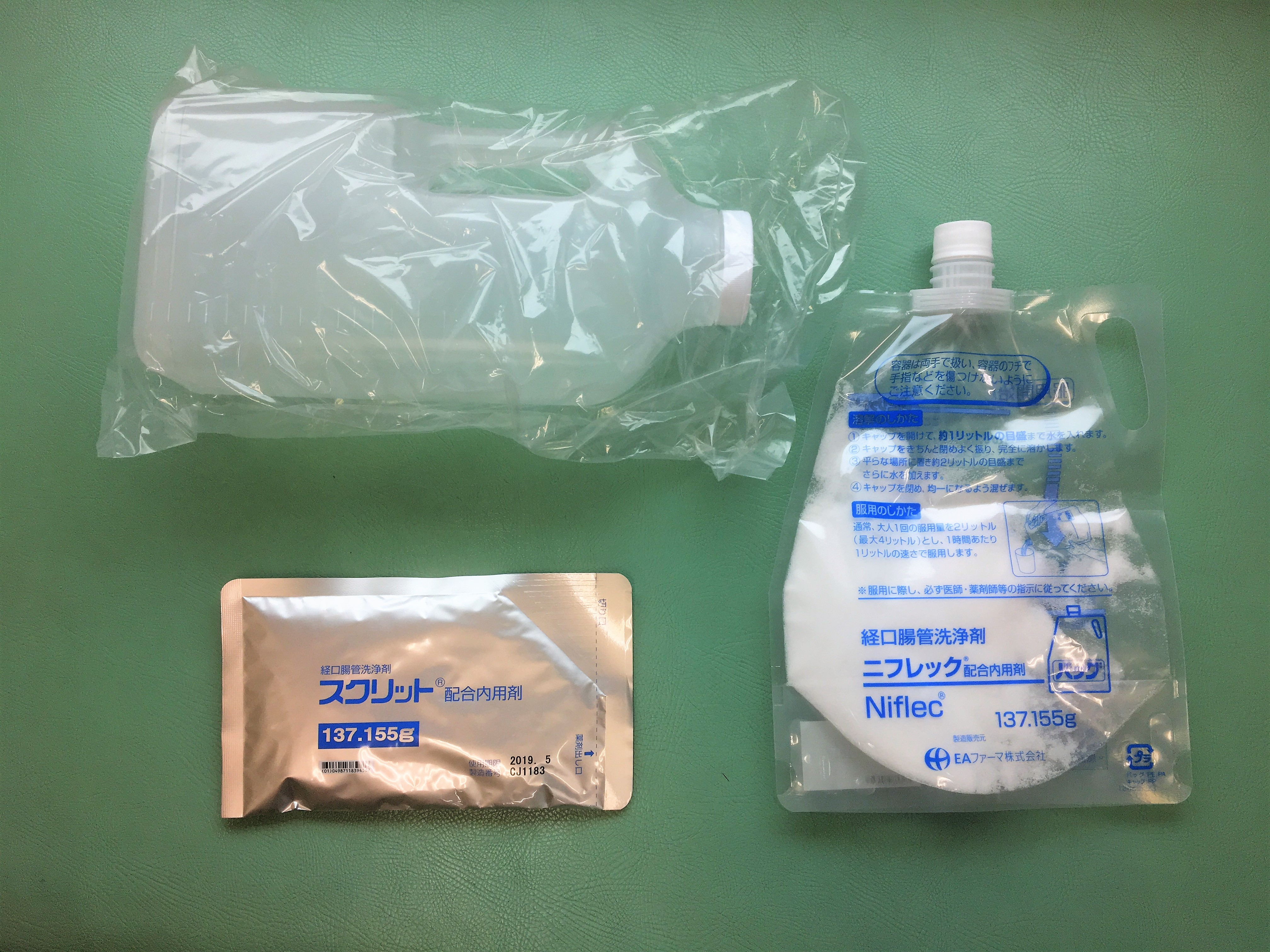
スクリット（左）とニフレック（右）。双方とも硫酸ナトリウムが主成分であるが、ポリエチレングリコールも含有する。スクリットは専用ボトルで溶解して飲用する。

経口腸管洗浄剤（けいこうちょうかんせんじょうざい）とは、腸管内容物を洗浄流去するための経口の薬剤である。主に大腸内視鏡検査や大腸手術の前処理として使用される。ポリエチレングリコール (PEG) と塩化ナトリウム、塩化カリウム、炭酸水素ナトリウム、無水硫酸ナトリウム、リン酸ナトリウムなどの電解質と飲みやすさを改善するための成分を調整した薬剤のほか、下剤成分としてクエン酸マグネシウムやピコスルファートを含有する薬剤がある。

## 機序
腸管での水分吸収は電解質が吸収されることで発生する腸管内と体内の間の浸透圧差に応じて水分が移動することにより起こる。腸管で吸収できる電解質の量には限りがあるため、等張の電解質液を大量に経口摂取すると浸透圧差が小さくなる。それゆえ、経口摂取した水分のほとんどが腸管に滞留し峻下作用を表す。また継続的に投与することで腸管内の固形物を流去させる。

## 使用方法
経口腸管洗浄剤に先立って、前日には低残渣の検査食の利用と瀉下薬の服用、当日の食事制限（絶食）が施される。消化管運動機能改善剤（モサプリドクエン酸塩錠、ガスモチン）を併用する場合もある。ただしこれらの処置は保険適応外である。
通常2L程度を使用するが、その全量を適宜分割して2時間程度の時間をかけて経口投与する。一日の最大使用量は薬剤によって異なり2L あるいは 4Lとされている。そして腸内の固形物を効率よく洗浄するために最初の500mL程度はゆっくりと飲むことが指示される。投与開始1時間ほどで肛門からの排泄が始まるが、その時点でも経口投与は継続する。排泄される液は当初は腸管内の固形物や濁りを含むが、排泄が進むにつれて澄明になり最終的には胆汁由来の着色（黄色）が認められる透明な液体が排泄されると腸内洗浄は十分である。液が残存すると内視鏡検査などの障害となるので腸管洗浄剤の排泄が完了してから検査あるいは手術に臨むことになる。

## 副作用
重要な副作用として、低血糖症、ショック、アナフィラキシー様症状、マロリー・ワイス症候群、電解質異常症（低ナトリウム血症、高マグネシウム血症）、脱水症状、血圧低下などがある。また、リン酸塩を成分とする薬剤（ビジクリア）は、腎不全、急性リン酸腎症。
症候としては腹部膨満感、ゴロゴロ、腹痛、吐き気、めまい、ふらつき、さむけ、脱力感など。
使用禁忌
中毒性巨大結腸症、腸管穿孔、消化管閉塞、胃排出不全患者。

## 薬剤の例
日本で使用される薬剤は、ポリエチレングリコール (PEG) 電解質製剤（ニフレック、モビプレップ）、あるいは塩類下剤のクエン酸マグネシウム製剤（マグコロール）、リン酸ナトリウム製剤（ビジクリア）、ピコスルファートを含有モビプレップ、など。味が悪く飲みにくいとされていたニフレックとムーベンは2004年にレモン味に変更され、若干ではあるが飲みにくさが改善された。

## 非医療下腸内洗浄
コロンハイドロセラピー、コロンクレンジングなどとも呼ばれ、上述のような医療従事者の監視下の大腸内視鏡検査時や大腸手術の前処理の腸内洗浄ではなく、ダイエットや美肌目的で腸内洗浄を行うこと。宿便をとる、腸内細菌叢のバランスをリセットする、新陳代謝をよくする、デトックスなどとうたって、経口腸管洗浄剤や自作の塩水を用い、ソルトウォーターバッシング（塩水洗浄）、内服浣腸とも呼称する。直腸から洗浄剤を注入、浣腸を用いる方法もあり、「腸内洗浄キット」と呼ばれるものも市販されている。
医療機関で医療従事者の監視下に行わず、自宅やエステサロンで独自に行うことから、危険を伴う。2017年2月6日、「フェイクニュース」の一例としてNHK News Upで取り上げられた。